# تل مجدلون
تل مجدلون هو موقع أثري يقع على بعد 1.5 كم شمال غرب قرية تحمل نفس الاسم (قرية مجدلون)، على 10 كم جنوب غرب بعلبك في محافظة بعلبك الهرمل.
يعود تاريخ الموقع الأثري على الأقل إلى العصر البرونزي المبكر.

## الحفريات
بدأت تواريخ الحفريات والتنقيب عن الآثار ودراسة الموقع من الناحية الأركيولوجية بين سنتي 1954، و1966.
قام بها فريق أركيولوجي متخصص في علم الآثار، بتكون فريق علم الآثار الذي ذهب لاستكشاف ودراسة الموقع، من علماء الآثار أ. كوشكي، لورين كوبلاند، بيتر ج. ويسكومب.(A. Kushke, Lorraine Copeland Peter J. Wescombe)